# Pierre-Marie Rougé
Pour les articles homonymes, voir Rougé.
Pierre-Marie Rougé, né le 3 février 1910 à Espéraza dans l'Aude et mort le 16 juin 1977 à Nîmes, est un prélat français du XXe siècle, évêque de Nîmes.

## Biographie
Il fut directeur de la Semaine religieuse de Carcassonne.

## Postérité
Une rue d'Espéraza porte son nom et une plaque a été apposée à l'église du village en son hommage.